# Russisch kampioenschap wielrennen op de weg

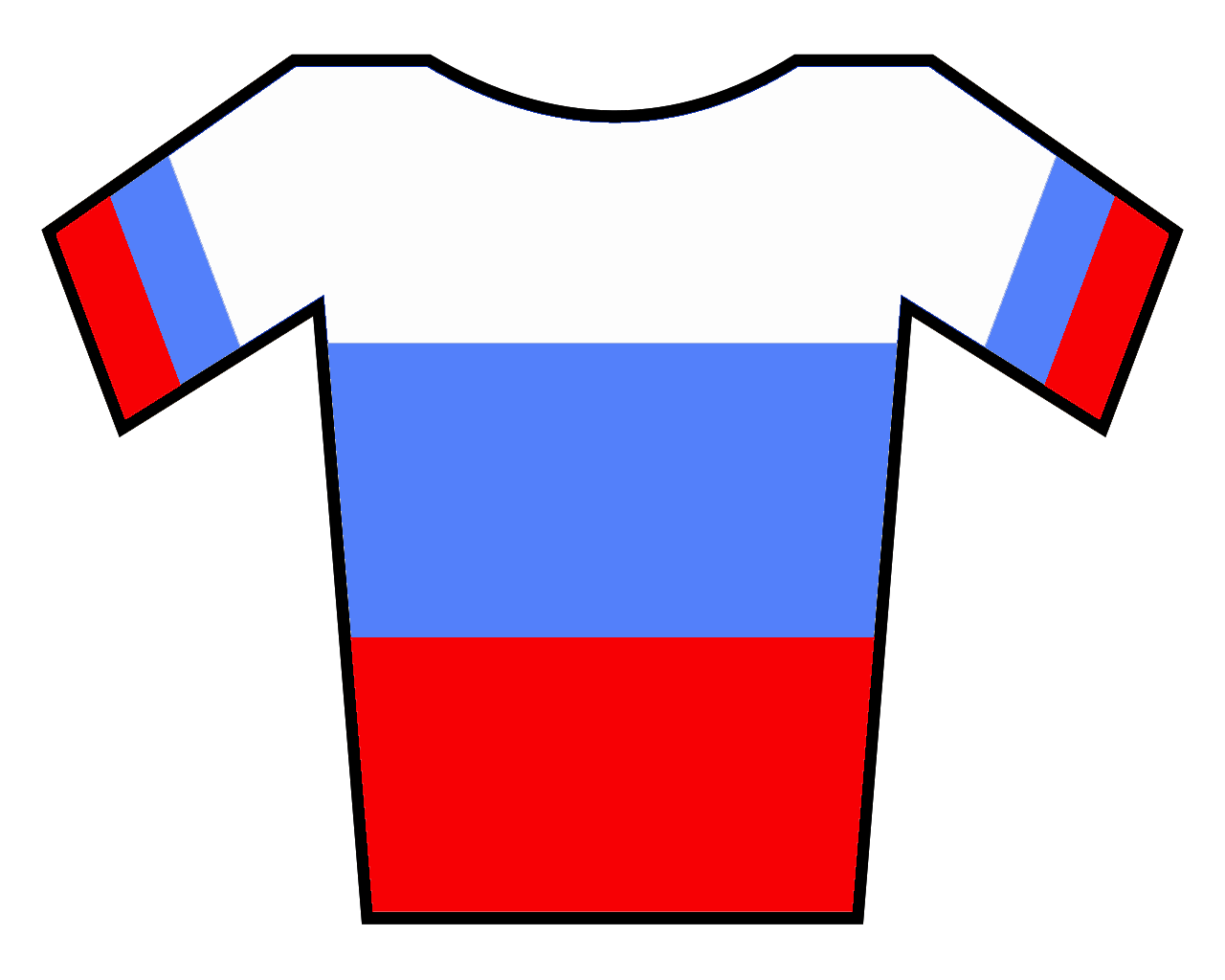
De Russische kampioenentrui

Het Russisch kampioenschap wielrennen op de weg (Russisch: Чемпионат России по шоссейному велоспорту) is een jaarlijkse wielerwedstrijd op de weg in Rusland. In dit kampioenschap rijden renners met de Russische nationaliteit voor de nationale titel. Er wordt zowel een rit in lijn gereden als een tijdrit. Zowel bij de mannen als de vrouwen worden de kampioenschappen gereden.
Het Russisch kampioenschap wordt gehouden sinds 1992. Voor het uiteenvallen van de Sovjet-Unie namen Russische renner deel aan het nationaal kampioenschap wielrennen van de Sovjet-Unie. De kampioenentrui heeft de wit-blauw-rode kleuren van de Russische vlag. In de editie van 2024 namen ook Belarussische renners deel.

## Erelijst

### Mannen

#### Wegwedstrijd

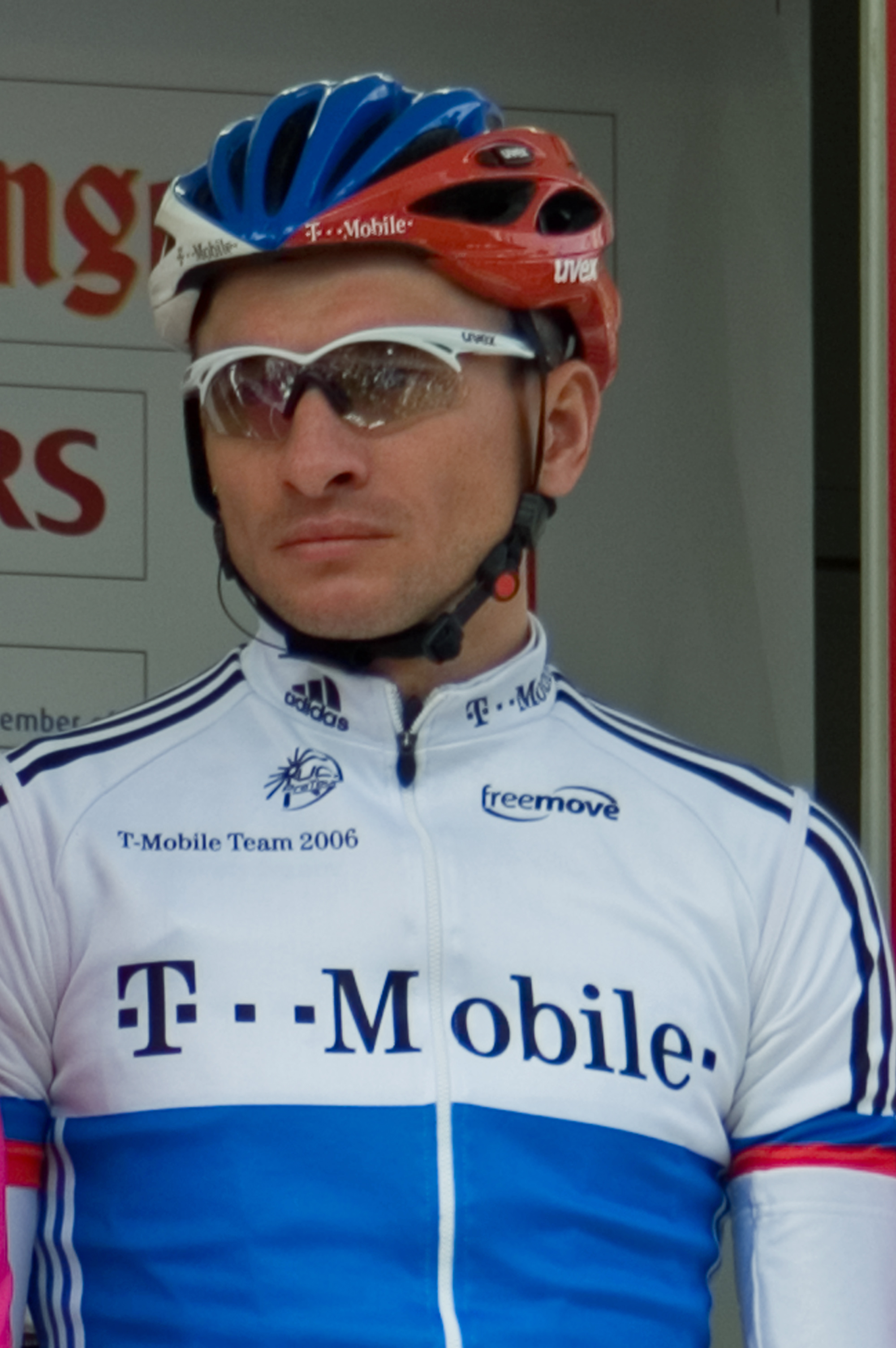
Sergej Ivanov

| Jaar | Goud                  | Zilver                | Brons                 |
| ---- | --------------------- | --------------------- | --------------------- |
| 1992 | Asjat Saitov          | Dmitri Konysjev       | Alexandre Timofeev    |
| 1993 | Dmitri Konysjev       | Asjat Saitov          | Vjatsjeslav Jekimov   |
| 1994 | Romes Gainetdinov     | Alsar Gorgos          | Alexei Botchkov       |
| 1995 | Asjat Saitov          | Vjatsjeslav Djavanian | Andrej Zintsjenko     |
| 1996 | Vasili Davidenko      | Dimitri Sedoen        | Dmitri Konysjev       |
| 1997 | Vjatsjeslav Jekimov   | Serguei Uslamine      | Oleksandr Hontsjenkov |
| 1998 | Sergej Ivanov         | Pjotr Oegroemov       | Dmitri Konysjev       |
| 1999 | Sergej Ivanov         | Vasili Davidenko      | Dimitri Sedoen        |
| 2000 | Sergej Ivanov         | Pavel Tonkov          | Aleksej Sivakov       |
| 2001 | Dmitri Konysjev       | Aleksej Markov        | Denis Bodarenko       |
| 2002 | Oleg Grisjkin         | Andrei Ptchelkine     | Dimitri Gainitdinov   |
| 2003 | Alexandre Bazhenov    | Dimitri Dementiev     | Oleg Joukov           |
| 2004 | Aleksandr Kolobnev    | Michail Timosjin      | Andreï Pchelkin       |
| 2005 | Sergej Ivanov         | Vladimir Goesev       | Andreï Pchelkin       |
| 2006 | Aleksandr Chatoentsev | Aleksandr Jefimkin    | Jevgeni Petrov        |
| 2007 | Vladislav Borisov     | Sergej Kolesnikov     | Joeri Trofimov        |
| 2008 | Sergej Ivanov         | Alexandre Bazhenov    | Roman Klimov          |
| 2009 | Sergej Ivanov         | Joeri Trofimov        | Jegor Silin           |
| 2010 | Aleksandr Kolobnev    | Vladimir Goesev       | Aleksandr Mironov     |
| 2011 | Pavel Broett          | Edoeard Vorganov      | Joeri Trofimov        |
| 2012 | Edoeard Vorganov      | Aleksandr Kolobnev    | Pavel Broett          |
| 2013 | Vladimir Isajtsjev    | Vladimir Goesev       | Andrej Solomennikov   |
| 2014 | Aleksandr Porsev      | Vladimir Goesev       | Artoer Jersjov        |
| 2015 | Joeri Trofimov        | Pavel Broett          | Sergej Lagoetin       |
| 2016 | Pavel Kotsjetkov      | Maksim Belkov         | Sergej Lagoetin       |
| 2017 | Aleksandr Porsev      | Artjom Nytsj          | Sergej Sjilov         |
| 2018 | Ivan Rovny            | Aleksandr Porsev      | Igor Frolov           |
| 2019 | Aleksandr Vlasov      | Igor Frolov           | Sergej Firsanov       |
| 2020 | Sergej Sjilov         | Igor Frolov           | Nikita Martynov       |
| 2021 | Artjom Nytsj          | Ilnoer Zakarin        | Ivan Rovny            |
| 2022 |                       |                       |                       |
| 2023 |                       |                       |                       |
| 2024 | Pjotr Rikoenov        | Ilia Schegolkov       | Savva Novikov         |

#### Tijdrit

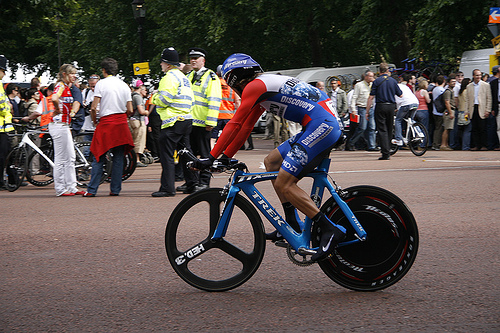
Vladimir Goesev in een tijdrit

| Jaar | Goud                | Zilver             | Brons                  |
| ---- | ------------------- | ------------------ | ---------------------- |
| 1994 | Jevgeni Berzin      | Evgueni Izboldin   | Igor Proutskih         |
| 1995 |                     |                    |                        |
| 1996 |                     |                    |                        |
| 1997 |                     |                    |                        |
| 1998 | Oleg Joukov         | Aleksej Sivakov    | Edouard Gritsoun       |
| 1999 | Sergei Startchenkov | Dmitry Semov       | Konstantine Gradoussov |
| 2000 | Evgueni Petrov      | Oleg Joukov        | Denis Mensjov          |
| 2001 | Dimitri Semov       | Denis Bondarenko   | Andrej Zintsjenko      |
| 2002 | Jevgeni Petrov      | Dimitri Semov      | Vladimir Karpets       |
| 2003 | Vladimir Goesev     | Alexandre Bespalov | Vladislav Borisov      |
| 2004 | Alexandre Bespalov  | Oleg Zhukov        | Dimitri Semov          |
| 2005 | Vladimir Goesev     | Alexandre Bespalov | Vladislav Borisov      |
| 2006 | Alexandre Bespalov  | Alexei Belov       | Maksim Belkov          |
| 2007 | Vladimir Goesev     | Evgueni Petrov     | Alexandre Bespalov     |
| 2008 | Vladimir Goesev     | Timofej Kritski    | Vladimir Karpets       |
| 2009 | Artjom Ovetsjkin    | Michail Ignatiev   | Maksim Belkov          |
| 2010 | Vladimir Goesev     | Michail Ignatiev   | Aleksandr Arekejev     |
| 2011 | Michail Ignatiev    | Vladimir Karpets   | Evgeny Sokolov         |
| 2012 | Denis Mensjov       | Dmitri Sokolov     | Valeri Kajkov          |
| 2013 | Ilnoer Zakarin      | Vladimir Goesev    | Artjom Ovetsjkin       |
| 2014 | Anton Vorobjov      | Sergej Tsjernetski | Artjom Ovetsjkin       |
| 2015 | Artjom Ovetsjkin    | Sergej Nikolajev   | Pavel Broett           |
| 2016 | Sergej Tsjernetski  | Pavel Broett       | Maksim Belkov          |
| 2017 | Ilnoer Zakarin      | Maksim Belkov      | Anton Vorobjov         |
| 2018 | Artjom Ovetsjkin    | Pavel Sivakov      | Anton Vorobjov         |
| 2019 | Artjom Ovetsjkin    | Anton Vorobjov     | Artjom Nytsj           |
| 2020 | Artjom Ovetsjkin    | Sergej Sjilov      | Viktor Manakov         |
| 2021 | Aleksandr Vlasov    | Artjom Ovetsjkin   | Vladislav Doejoenov    |
| 2022 |                     |                    |                        |
| 2023 |                     |                    |                        |
| 2024 | Pjotr Rikoenov      | Lev Gonov          | Ivan Menshov           |

### Vrouwen

#### Wegwedstrijd
| Jaar | Goud                  | Zilver                   | Brons                     |
| ---- | --------------------- | ------------------------ | ------------------------- |
| 1993 | Gulnara Fatkoulina    | Svetlana Samokhvalova    | Nadejda Pachkova          |
| 1994 | Svetlana Samokhvalova | Svetlana Boebnenkova     | Olga Sokolova             |
| 1995 | Aleksandra Koliaseva  | Valentina Polkhanova     | Svetlana Samokhvalova     |
| 1996 | Svetlana Boebnenkova  | Zoelfia Zabirova         | Aleksandra Koliaseva      |
| 1997 | Tatjana Kaverina      | Oksana Tontcheva         | Valentina Gerassimova     |
| 1998 | Svetlana Samokhvalova | Tatjana Kaverina         | Svetlana Stepanova        |
| 1999 | Youlia Razenkova      | Valentina Gerassimova    | Olga Sljoesarjova         |
| 2000 | Svetlana Boebnenkova  | Zoelfia Zabirova         | Julia Martisova           |
| 2001 | Elena Tchalykh        | Svetlana Boebnenkova     | Svetlana Samokhvalova     |
| 2002 | Svetlana Boebnenkova  | Valentina Polkhanova     | Olga Sljoesarjova         |
| 2003 | Svetlana Boebnenkova  |                          |                           |
| 2004 | Svetlana Boebnenkova  | Olga Sljoesarjova        | Julia Martisova           |
| 2005 | Julia Martisova       | Olga Sljoesarjova        | Svetlana Boebnenkova      |
| 2006 | Olga Sljoesarjova     | Tatiana Panina-Shishkova | Elena Stramoysova         |
| 2007 | Natalja Bojarskaja    | Elena Gayoun             | Elena Kouchinskaya        |
| 2008 | Julia Martisova       | Julia Blindjuk           | Natalja Bojarskaja        |
| 2009 | Joelija Ilinych       | Anna Evseeva             | Tatiana Panina-Shishkova  |
| 2010 | Tatjana Antosjina     | Julia Martisova          | Larissa Pankova           |
| 2011 | Aizhan Sjaparova      | Svetlana Boebnenkova     | Larissa Pankova           |
| 2012 | Julia Blindjuk        | Anna Potokina            | Aizhan Sjaparova          |
| 2013 | Svetlana Boebnenkova  | Oxana Kozontsjoek        | Aizhan Sjaparova          |
| 2014 | Tatjana Antosjina     | Aizhan Sjaparova         | Ksenija Dobrynina         |
| 2015 | Anna Potokina         | Anastasia Ponetaikina    | Daria Egorova             |
| 2016 | Natalja Bojarskaja    | Viktoria Grisjetsjko     | Oxana Kozontsjoek         |
| 2017 | Anastasia Iakovenko   | Karina Kasenova          | Svetlana Koeznetsova      |
| 2018 | Margarita Syrodoeva   | Anna Potokina            | Elyzaveta Oshurkova       |
| 2019 | Alexandra Goncharova  | Irina Ivanova            | Anna Potokina             |
| 2020 | Diana Klimova         | Natalia Stoedenikina     | Seda Krylova              |
| 2021 | Seda Krylova          | Daria Fomina             | Tamara Dronova-Balabolina |
| 2022 |                       |                          |                           |
| 2023 |                       |                          |                           |
| 2024 | Alena Amialiusik      | Nastassia Kiptsikava     | Anastasiya Kolesava       |

#### Tijdrit
| Jaar | Goud                      | Zilver                    | Brons                     |
| ---- | ------------------------- | ------------------------- | ------------------------- |
| 1993 | Nadezhda Kibardina        | Svetlana Boebnenkova      | Valentina Gerassimova     |
| 1994 | Svetlana Boebnenkova      | Aleksandra Koliaseva      | Valentina Gerassimova     |
| 1995 | Valentina Polkhanova      | Zoelfia Zabirova          | Svetlana Boebnenkova      |
| 1996 | Zoelfia Zabirova          | Gulnara Fatkoulina        | Natalja Boubentchikova    |
| 1997 | Zoelfia Zabirova          | Valentina Polkhanova      | Valentina Gerassimova     |
| 1998 | Zoelfia Zabirova          | Svetlana Samokhvalova     | Valentina Gerassimova     |
| 1999 | Zoelfia Zabirova          | Valentina Polkhanova      | Elena Tchalykh            |
| 2000 | Zoelfia Zabirova          | Olga Sljoesarjova         | Valentina Polkhanova      |
| 2001 | Olga Sljoesarjova         | Elena Tchalykh            | Svetlana Ivakhonenkova    |
| 2002 | Zoelfia Zabirova          | Olga Sljoesarjova         | Svetlana Boebnenkova      |
| 2003 | Svetlana Boebnenkova      |                           |                           |
| 2004 | Olga Sljoesarjova         | Svetlana Boebnenkova      | Natalja Bojarskaja        |
| 2005 | Svetlana Boebnenkova      | Olga Sljoesarjova         | Tatjana Antosjina         |
| 2006 | Olga Sljoesarjova         | Svetlana Boebnenkova      | Tatjana Antosjina         |
| 2007 | Tatjana Antosjina         | Svetlana Boebnenkova      | Alexandra Bourchenkova    |
| 2008 | Elena Tchalykh            | Tatjana Antosjina         | Natalja Bojarskaja        |
| 2010 | Tatjana Antosjina         | Olga Zabelinskaja         | Viktoriya Kondel          |
| 2011 | Alexandra Burchenkova     | Olga Zabelinskaja         | Tatjana Antosjina         |
| 2012 | Olga Zabelinskaja         | Natalja Bojarskaja        | Tatjana Antosjina         |
| 2013 | Tatjana Antosjina         | Ksenija Dobrynina         | Alexandra Burchenkova     |
| 2014 | Tatjana Antosjina         | Ksenija Dobrynina         | Irina Molicheva           |
| 2015 | Tatjana Antosjina         | Natalja Bojarskaja        | Tamara Balabolina         |
| 2016 | Tatjana Antosjina         | Natalja Bojarskaja        | Anastasia Iakovenko       |
| 2017 | Ksenia Tsymbalyuk         | Anastasiia Pliaskina      | Margarita Syradoeva       |
| 2018 | Olga Zabelinskaja         | Ksenia Tsymbalyuk         | Maria Novolodskaya        |
| 2019 | Anastasiia Pliaskina      | Elyzaveta Oshurkova       | Ksenja Dobrynina          |
| 2020 | Elyzaveta Oshurkova       | Maria Novolodskaya        | Tamara Dronova-Balabolina |
| 2021 | Tamara Dronova-Balabolina | Natalia Studenikina       | Tatjana Antosjina         |
| 2022 |                           |                           |                           |
| 2023 |                           |                           |                           |
| 2024 | Alena Amialiusik          | Tamara Dronova-Balabolina | Daria Buneeva             |